# Mikołaj Batory
Mikołaj Batory (ur. przed 1445, zm. ok. 1498) – protoplasta książęcej linii Batorych, syn Stefana Batorego i Doroty Várdai.
Był dwukrotnie żonaty. Jego pierwszą żona była Barbara Kézméri, a drugą Zofia Bánfi z Losoncz. Mikołaj Batory miał siedmioro dzieci:
- Stefana – wojewodę Siedmiogrodu,
- Maurycego, zmarłego w młodym wieku,
- Bartłomieja, nadżupana w Szatmar,
- Mikołaja,
- Katarzyny, żony Władysława Sarmaság,
- Elżbiety, żony Franciszka Bánfi i Jánosa Suki,
- Barbary, żony Andrzeja Csire z Almosd,
- Zofii.